# Sezione geologica

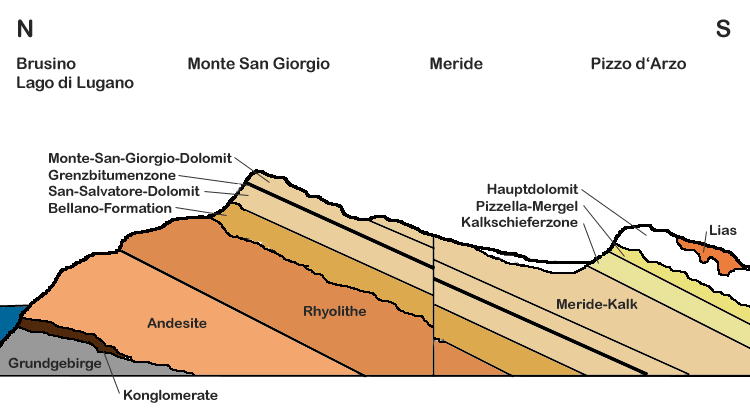
Esempio di una sezione geologica

Una sezione geologica o profilo geologico rappresenta l'intersezione di un piano (generalmente verticale) con la superficie del territorio, e costituisce una rappresentazione grafica bidimensionale dell'assetto geologico del territorio stesso. In essa sono rappresentati:
- il profilo topografico del territorio, derivato dalla cartografia disponibile alla scala più opportuna;
- le unità litostratigrafiche e il loro andamento nel sottosuolo, rappresentati mediante colori e simboli convenzionali, nel rispetto dei dati di giacitura disponibili dagli affioramenti e di eventuali punti di controllo nel sottosuolo (gallerie, pozzi, orizzonti sismici di cui sia nota la profondità, ecc.);
- gli elementi strutturali (fratture, faglie, cerniere di pieghe, ecc.).

La sezione geologica costituisce quindi l'estrapolazione e la proiezione della geologia di superficie lungo un piano per fini interpretativi. I dati per la costruzione di una sezione geologica vengono derivati solitamente da una carta geologica.
Più in generale, in una sezione geologica viene estrapolato nel sottosuolo un contesto geologico accessibile o comunque noto, sia direttamente che indirettamente.
Ad esempio, per diversi tipi di applicazione, soprattutto in campo geo-minerario, idrogeologico e nella ricerca di idrocarburi, le sezioni geologiche vengono costruite prevalentemente in base a dati di sottosuolo derivati da sondaggi e prospezioni sismiche o elettriche.
Le sezioni geologiche sono ampiamente utilizzate in geologia, sia nel campo della ricerca, per fini di studio delle successioni geologiche, che nel campo della geologia tecnica, per fini geognostici.